# Grand Marnier

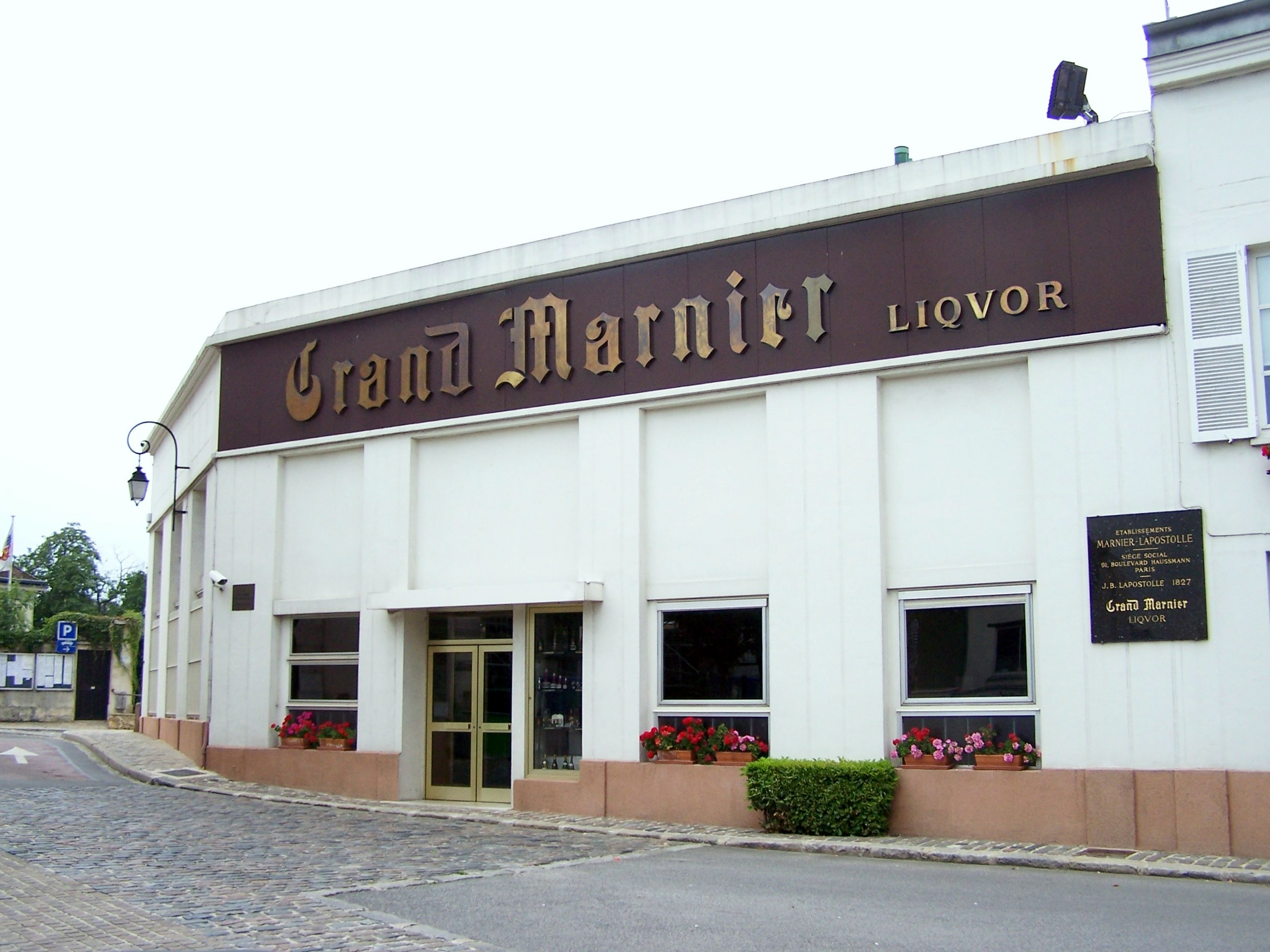
Distilleria a Neauphle-le-Château

Grand Marnier è un marchio di liquore creato nel 1880 a Neauphle-le-Château (dipartimento dello Yvelines in Francia) da Louis-Alexandre Marnier-Lapostolle di proprietà del gruppo italiano Campari. Il Grand Marnier è una miscela composta da vari cognac, essenze d'arancia ed altri ingredienti. Contiene il 40% di alcool (vol.), è prodotto in molte varietà, che possono essere consumate senza ghiaccio, senza acqua o in cocktail.

## Marche prodotte

### Cordon Rouge
Il Grand Marnier Cordon Rouge o Nastro rosso, è un liquore originale creato nel 1880 da Alexandre Marnier-Lapostolle. Viene usato in vari cocktail. Questo liquore ha ottenuto vari riconoscimenti come la Medaglia d'oro al World Spirits Competition, a San Francisco nel 2001.
in occasione delle festività natalizie veniva rilasciata una edizione limitata, ogni anno diversa. 
La bottiglia ha un aspetto ispirato a Parigi o la Francia.

### Crème de Grand Marnier
Liquore a base di Grand Marnier con aggiunta di panna, è stato prodotto fino alla fine del XX secolo.

### Cordon Jaune
Il Grand Marnier Cordon Jaune o Nastro giallo, venduto in alcuni paesi europei ed in alcuni dei principali aeroporti internazionali, ma poco diffuso in America Settentrionale. Il Grand Marnier Cordon Jaune è un triple-sec, e quindi non ha cognac al suo interno e viene utilizzato soprattutto nella creazione di bevande miscelate.

### Navan
Il Grand Marnier Navan è stato prodotto dal 2004 al 2010. È composto da cognac fini invecchiati 10 anni con l'aggiunta di vaniglia naturale al 100%. Il nome deriva dalla città di Navana in Madagascar, dove si coltiva la vaniglia.

### Cuvée du Centenaire
Il Cuvée du Centenaire è stato commercializzato per la prima volta in quantità limitate nel 1927 per commemorare il centenario della distilleria Marnier-Lapostolle. È composto da cognac fini invecchiati 25 anni e viene esposto nella vendita al prezzo di circa 120 $ alla bottiglia. Questo liquore ha vinto una doppia Medaglia d'oro al World Spirits Competition, a San Francisco nel 2001

### Cuvée Spéciale Cent Cinquantenaire
Il Grand Marnier 150, chiamato Cuvée Spéciale Cent Cinquantenaire è stato creato nel 1977, ed è il liquore più fine della marca. È prodotto con cognac invecchiati 50 anni, venduti in una bottiglia lucidata, dipinta e decorata a mano e viene venduto al prezzo di circa 225 $ alla bottiglia. Nel 1983 ha vinto la medaglia d'oro al Salone des Arts Ménager di Bruxelles ed ha ottenuto il massimo punteggio al Beverage Tasting Institute. Ha inoltre ottenuto il riconoscimento di Migliore liquore al World Spirits Competition, a San Francisco nel 2001

### Cuvée Louis-Alexandre Marnier-Lapostolle
Il Cuvée Louis-Alexandre Marnier-Lapostolle è una miscela speciale di cognac che provengono dalle migliori annate di questa regione, (Grande Champagne, Petite Champagne, Borderies, Fins Bois e Bons Bois), invecchiati in barili di quercia. È venduto soltanto in Italia, Francia, in Canada e nei Paesi Bassi.